# Křivda
Křivda je bolestně prožívaná a vnímaná nespravedlnost. Obvykle je tento pocit, dojem nebo přesvědčení spojeno s nějakým druhem pokoření, ponížení, manipulace, neadekvátního obviňování či vykořisťováni, případně kombinované se ztrátou lidské důstojnosti, svobody, intimity apod.
Pocit křivdy může být někdy krátkodobý, nicméně v převážné většině případů trvá delší dobu a někdy se i dědí z generace na generaci a může se táhnout i po několik století případně i přes několik dějinných epoch.[zdroj⁠?!] Křivda může být vnímána stejně tak kolektivně jakož i čistě individuálně. Křivdu lze zažít bez ohledu na věk, pohlaví, náboženské vyznání, rasovou příslušnost či společenské postavení a sociální zařazení.